# William Loftus

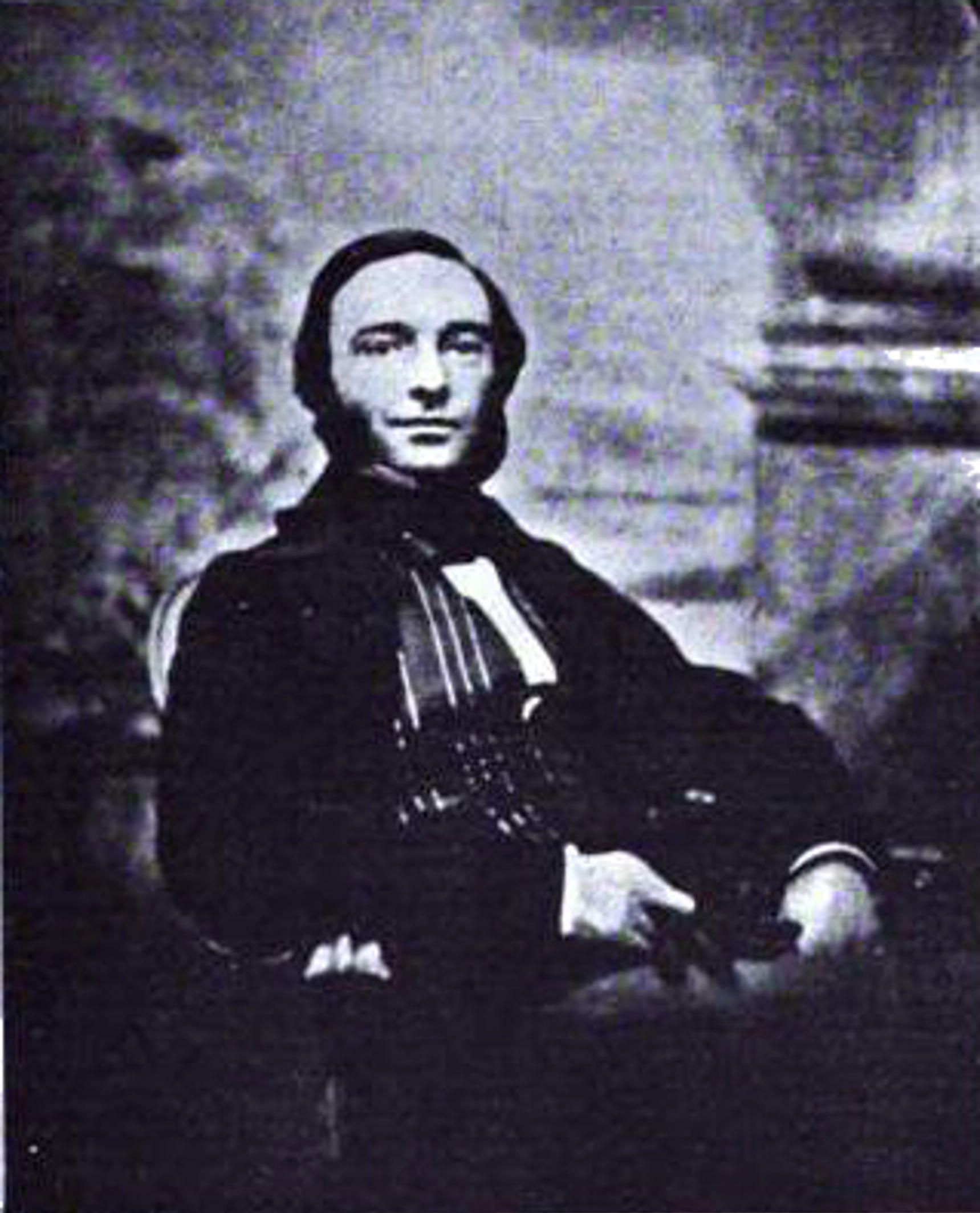
William Kennett Loftus

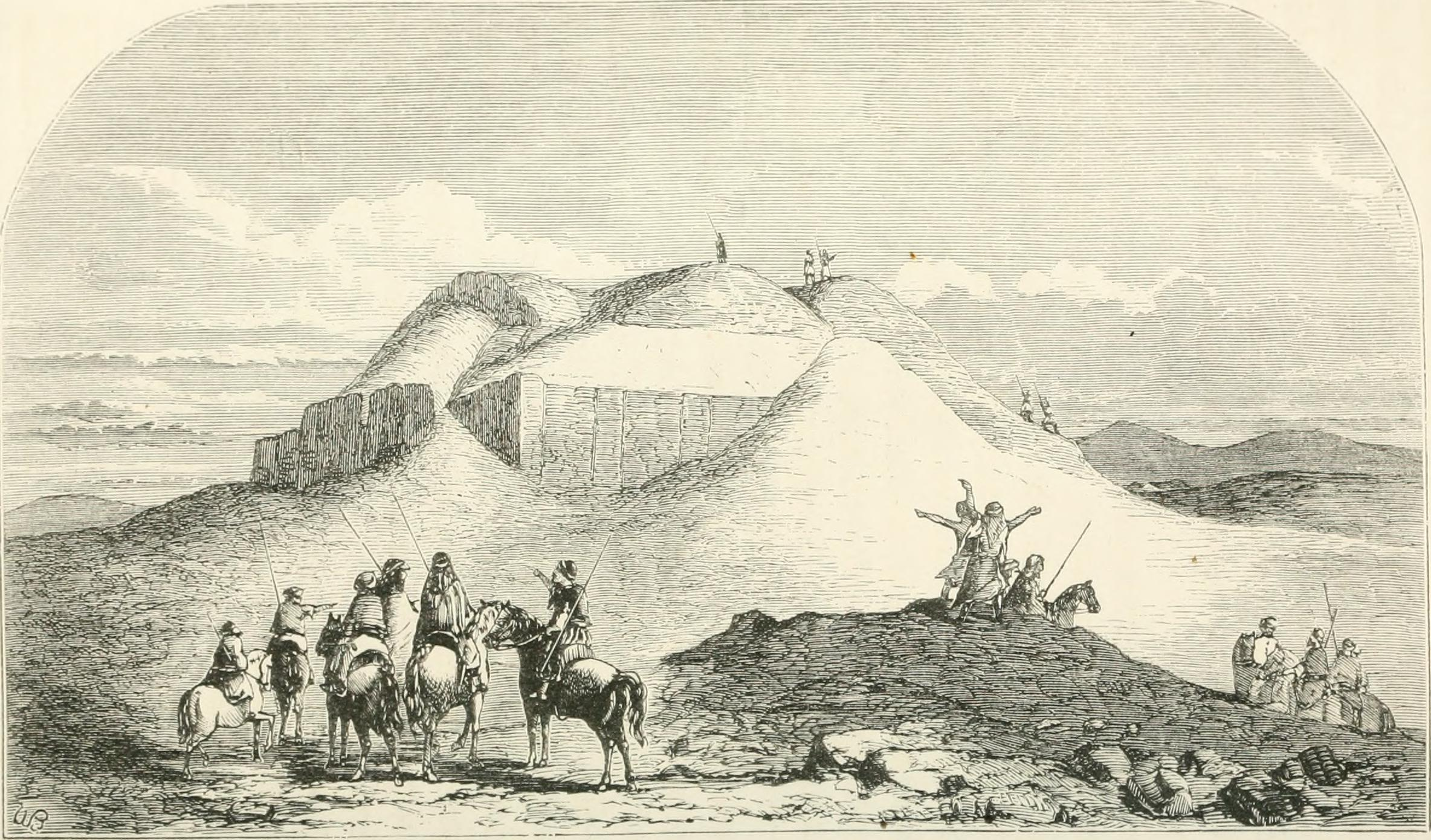
Zeichnung aus Travels and researches in Chaldæa and Susiana in 1849–52, S. 128–129

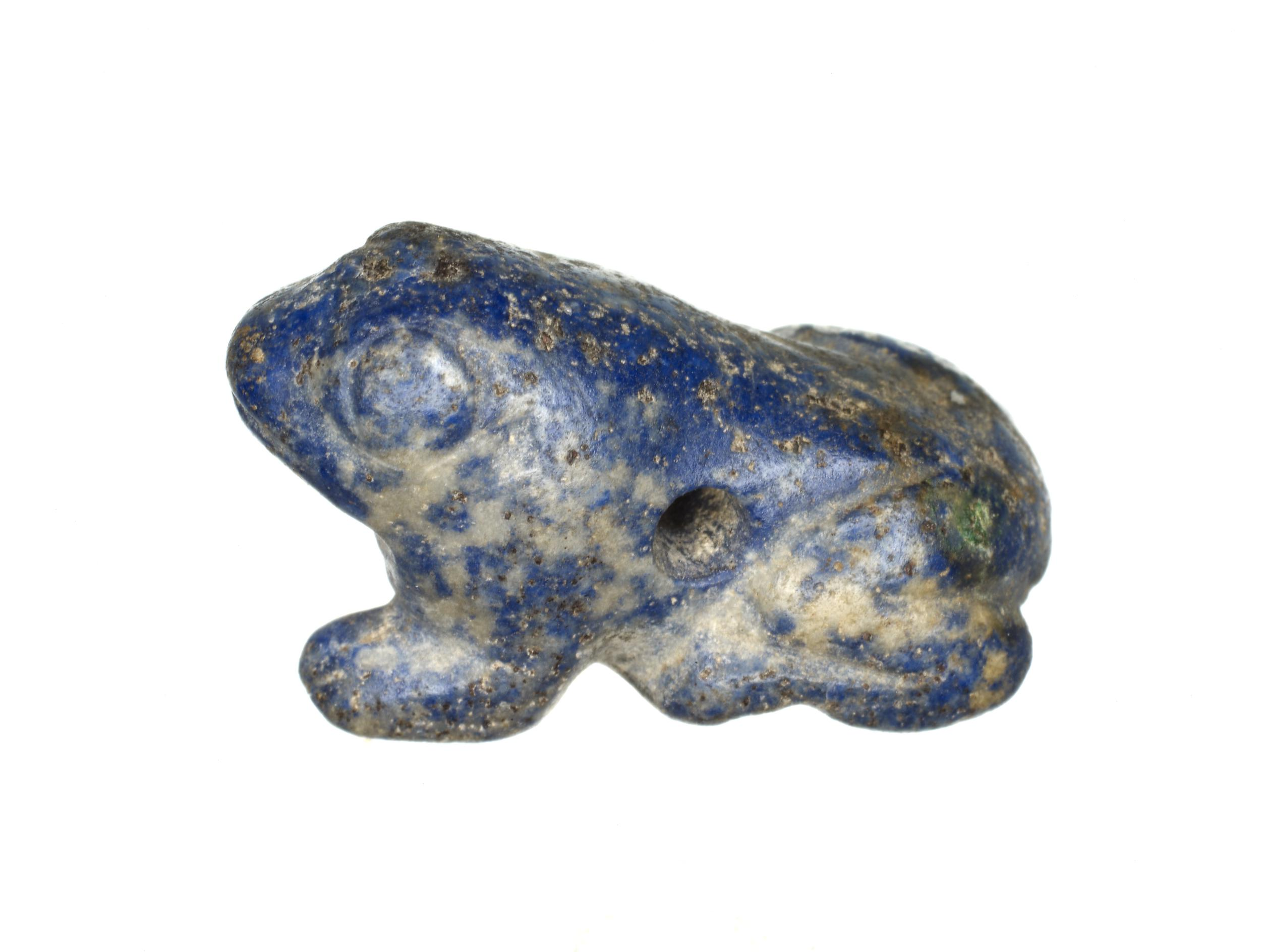
Babylonisches Amulett aus Lapislazuli, Larsa. British Museum, BM 122106

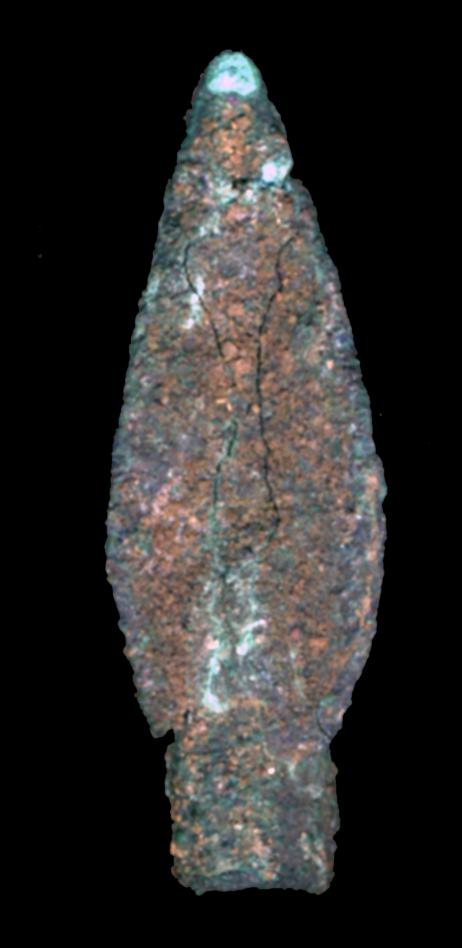
Achämenidische Speerspitze aus einer Kupferlegierung, Uruk. British Museum, Museum number 1856,0903.316

William Kennett Loftus (* 13. November 1820 in Linton, Kent; † 27. November 1858 auf dem Schiff Tyburnia im Indischen Ozean) war ein britischer Geologe, Archäologe und Reisender. 1849 entdeckte er die sumerische Stadt Uruk.

## Leben
William Kennett Loftus war ein Sohn des William Kennett Loftus (1787–1871), Lieutenant der Durham Light Infantry, aus dessen Ehe mit Ann Durey (1786–1826). Seine Mutter starb in seinem fünften Lebensjahr. Er besuchte die Royal Grammar School in Newcastle upon Tyne und eine Schule in Twickenham, Middlesex. Ab 1840 studierte er Geologie am Gonville and Caius College der University of Cambridge. 1846 heiratete er Charlotte Thulbourn (1821–1862), mit der er mindestens vier Söhne und eine Tochter hatte.
William Loftus verließ Cambridge ohne Abschluss und war einige Jahre als Sekretär der Newcastle Natural History Society tätig. Von 1849 bis 1852 war er Geologe im Stab von William Fenwick Williams der türkisch-persischen Grenzkommission. Auf diesen Reisen entdeckte er die Ruinen von Ur mit der Zikkurat des Mondgottes Nanna, Larsa und Uruk. William Fenwick Williams war nach seiner Rückkehr von den Schilderungen so beeindruckt, dass er William Loftus 1850 für mehrere Wochen nach Uruk und danach nach Susa schickte. Obwohl die Ausgrabungen in Susa abgebrochen werden mussten, konnte William Loftus bereits einen Plan von Susa anfertigen, auf dem der Palast (später Apadana genannt), die Zitadelle (die spätere Akropolis) und die große Plattform (die spätere Ville Royale) enthalten waren. Er veröffentlichte den Plan 1857 in seinem Werk Travels and Researches in Chaidaea and Susiana in 1849–52. In einer weiteren Reise besuchte er Bisotun, Persepolis und Taq-e Bostan. 1851 kehrte er erneut nach Susa zurück und blieb dort bis 1852. Neben elamischen Statuen und reich verzierten glasierten Ziegelsteinen mit Dekorationen von Bogenschützen, Bittstellern, Löwen, Stieren und Greifen entdeckte er verschiedene Inschriften von den Elamern und Achämeniden. Zum Beispiel entdeckte er die Fragmente der Inschrift A2Sa, von denen er Kopien anfertigte und als Tafeln 1 bis 5 in seiner Schrift Lithographic Facsimiles of Inscriptions in the Cuneiform Character from the Ruins of Susa veröffentlichte. Er fertigte eine Zusammenstellung von den Zeichen der Steinmetzen an, die verschiedene Bedeutungen haben und noch nicht eingeordnet werden können. 1854 folgten neue Ausgrabungen in Uruk und später in Ninive unter der Schirmherrschaft des neu gegründeten Assyria Excavation Fund und später des British Museums. 1855 kehrte er nach England mit vielen Artefakten zurück, die dem British Museum übergeben wurden. Auf dem Rückweg einer seiner Reisen starb William Loftus am 27. November 1858 auf dem Schiff Tyburnia im Indischen Ozean.
Das British Museum weist 2243 Objekte seiner Sammlung William Loftus zu.

## Schriften
- Lithographic Facsimiles of Inscriptions in the Cuneiform Character from the Ruins of Susa. London 1852 oder 1859.
- On the Excavations undertaken at the Ruins of Susa in 1851–2. In: Transactions of the Royal Society of Literature of the United Kingdom. Serie 2, Band 5, London 1856, S. 422–453 (books.google.ch).
- Travels and Researches in Chaidaea and Susiana in 1849–52. New York 1857 (archive.org).
- On the Geological Structure of the Mountain Range of Western Persia. In: Quarterly Journal of the Geological Society. Band 7, London 1851, S. 263.
- On the Geology of Portions of the Turko-Persian Frontier, and of the Districts adjoining. In: Quarterly Journal of the Geological Society. Band 10: Abstract. London 1854, S. 464; Band 11: Geological Map. London 1855, S. 247.
- Notes of a Journey from Baghdad to Busrah, with Descriptions of Several Chaldæan Remains. In: Journal of the Royal Geographical Society in London. Band 56, London 1856, S. 131–153 (jstor.org).
- On the Determination of the River "Eulœus" of the Greek Historians. In: Journal of the Royal Geographical Society in London. Band 57, London 1857, S. 120–133 (jstor.org).